# لانكاستر (نيوهامشير)
لانكاستر (بالإنجليزية: Lancaster, New Hampshire)‏ هي بلدة أمريكية تقع في الولايات المتحدة في مقاطعة كوس (نيوهامشير). يقدر عدد سكانها بـ 3,507 نسمة ومساحتها 131.4 كم2 ووترتفع عن سطح البحر 263 متر.

## المناخ
يظهر الجدول التالي التغييرات المناخية على مدار السنة للانكاستر:
| البيانات المناخية لـلانكاستر                   | البيانات المناخية لـلانكاستر | البيانات المناخية لـلانكاستر | البيانات المناخية لـلانكاستر | البيانات المناخية لـلانكاستر | البيانات المناخية لـلانكاستر | البيانات المناخية لـلانكاستر | البيانات المناخية لـلانكاستر | البيانات المناخية لـلانكاستر | البيانات المناخية لـلانكاستر | البيانات المناخية لـلانكاستر | البيانات المناخية لـلانكاستر | البيانات المناخية لـلانكاستر | البيانات المناخية لـلانكاستر |
| الشهر                                          | يناير                        | فبراير                       | مارس                         | أبريل                        | مايو                         | يونيو                        | يوليو                        | أغسطس                        | سبتمبر                       | أكتوبر                       | نوفمبر                       | ديسمبر                       | المعدل السنوي                |
| ---------------------------------------------- | ---------------------------- | ---------------------------- | ---------------------------- | ---------------------------- | ---------------------------- | ---------------------------- | ---------------------------- | ---------------------------- | ---------------------------- | ---------------------------- | ---------------------------- | ---------------------------- | ---------------------------- |
| الدرجة القصوى °ف (°م)                          | 62 (17)                      | 63 (17)                      | 78 (26)                      | 90 (32)                      | 91 (33)                      | 95 (35)                      | 95 (35)                      | 94 (34)                      | 93 (34)                      | 82 (28)                      | 73 (23)                      | 62 (17)                      | 95 (35)                      |
| متوسط درجة الحرارة الكبرى °ف (°م)              | 24.5 (−4.2)                  | 27.9 (−2.3)                  | 38.2 (3.4)                   | 51.1 (10.6)                  | 66.1 (18.9)                  | 74.1 (23.4)                  | 78.6 (25.9)                  | 76.2 (24.6)                  | 67.6 (19.8)                  | 55.6 (13.1)                  | 41.7 (5.4)                   | 29.4 (−1.4)                  | 52.6 (11.4)                  |
| متوسط درجة الحرارة الصغرى °ف (°م)              | 1.4 (−17.0)                  | 2.1 (−16.6)                  | 14.7 (−9.6)                  | 27.6 (−2.4)                  | 39.4 (4.1)                   | 48.9 (9.4)                   | 53.9 (12.2)                  | 52.1 (11.2)                  | 43.7 (6.5)                   | 32.2 (0.1)                   | 24.4 (−4.2)                  | 10.2 (−12.1)                 | 29.2 (−1.5)                  |
| أدنى درجة حرارة °ف (°م)                        | −39 (−39)                    | −40 (−40)                    | −26 (−32)                    | −1 (−18)                     | 18 (−8)                      | 28 (−2)                      | 32 (0)                       | 28 (−2)                      | 21 (−6)                      | 8 (−13)                      | −9 (−23)                     | −36 (−38)                    | −40 (−40)                    |
| الهطول إنش (مم)                                | 2.63 (67)                    | 1.81 (46)                    | 2.35 (60)                    | 2.70 (69)                    | 3.41 (87)                    | 3.99 (101)                   | 3.92 (100)                   | 4.37 (111)                   | 3.47 (88)                    | 3.21 (82)                    | 3.18 (81)                    | 2.73 (69)                    | 37.77 (961)                  |
| متوسط تساقط الثلوج إنش (سم)                    | 18.0 (46)                    | 14.4 (37)                    | 12.2 (31)                    | 4.3 (11)                     | trace                        | 0 (0)                        | 0 (0)                        | 0 (0)                        | trace                        | 0.3 (0.76)                   | 5.6 (14)                     | 15.5 (39)                    | 70.3 (179)                   |
| المصدر: الإدارة الوطنية للمحيطات والغلاف الجوي |                              |                              |                              |                              |                              |                              |                              |                              |                              |                              |                              |                              |                              |

## معرض صور

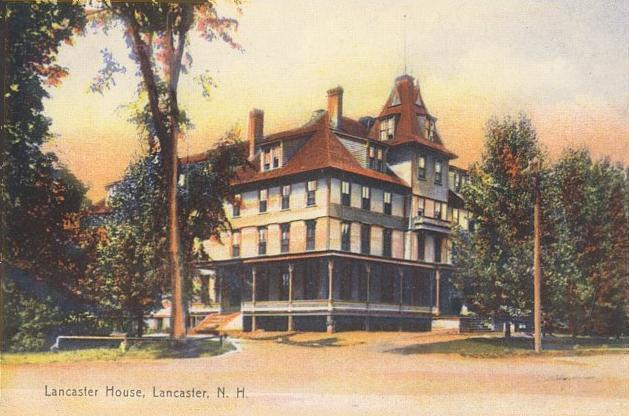
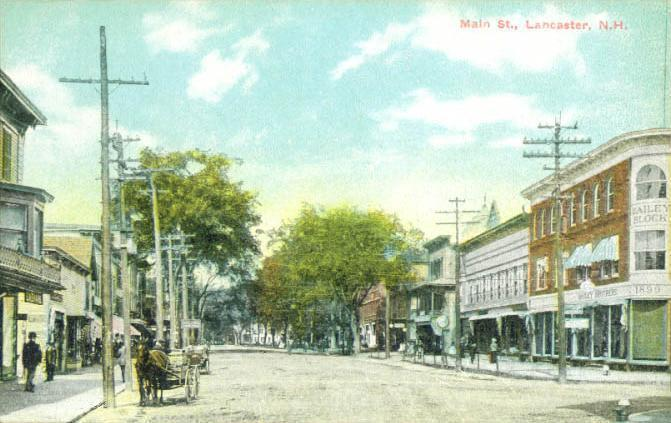
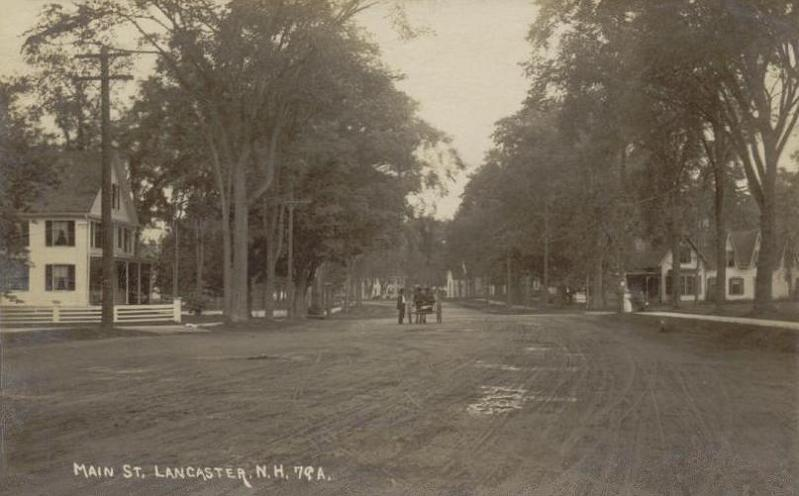

## أعلام
- تشيستر بي. جوردن
- إدوارد إي. كروس
- روجر فلاندرز
- جون قاولد ستيفنسون
- جون ويكس